# Sandra, confundida
Sandra, confundida es el vigésimo cuarto capítulo de la segunda temporada de la serie de televisión argentina Mujeres asesinas. Este episodio se estrenó el día	19 de septiembre de 2006.
Este episodio fue protagonizado por Bárbara Lombardo, en el papel de asesina. Coprotagonizado por Manuel Callau y Alejandra Flechner. También, contó con la actuación especial de Pablo Rago. Y las participación de Irene Almus.

## Desarrollo

### Trama
Claudia (Alejandra  Flechner), la madre de Sandra (Bárbara Lombardo), murió porque Jorge (Manuel Callau), su esposo, durante una discusión con Claudia, le disparó accidentalmente en el vientre tras intentar defenderse de los ataques con un cuchillo por parte de su esposa al descubrir que Jorge tiene otra vida con una mujer y una hija. Sandra vio el asesinato y acusó a su padre por homicidio. Jorge fue condenado a 8 años de prisión. Desde entonces, Sandra vive totalmente confundida, cree que su novio Miguel (Pablo Rago) la engaña como su padre engañaba a su mamá y lo llama todo el tiempo al taller mecánico donde él trabaja. Ella constantemente ve en Miguel el reflejo de su padre y Sandra, creyendo que Miguel es su padre, un día llega de imprevisto y tiene una pelea con Miguel y ella para castigarlo a él y a su padre lo mata apuñalándolo con un destornillador.

### Condena
Sandra fue condenada a 12 años de prisión por homicidio simple. Sus abogados intentaron que fuera declarada inimputable pero no lo consiguieron. Esta en prisión desde 1997. Tuvo 3 intentos de suicidio.

## Elenco
- Bárbara Lombardo
- Pablo Rago
- Manuel Callau
- Alejandra  Flechner
- Irene Almus
- Paula Canals
- Juan Minujín

## Adaptaciones
- Mujeres asesinas (Colombia): Sandra, la confundida - Katherine Porto
- Mujeres asesinas (México): Laura, confundida - Sherlyn